# بيت القصيد (برنامج تلفزيوني)
بيت القصيد هو برنامج تلفزيوني حواري ثقافي أسبوعي يقدمه زاهي وهبي في قناة الميادين. انطلق الموسم العاشر منه في 18 يونيو 2021.

## ضيوف الحلقات
- أبريل 2014: كلوديا مارشيليان
- أبريل 2014: جهاد سعد

### الموسم العاشر
- ريم الرياحي: يونيو 2021